# Alianza de Ultramar
La Alianza de Ultramar fue una coalición electoral francesa para las elecciones Europeas de 2009 en la Circunscripción de Ultramar compuesta por partidos de izquierdas de Ultramar. La lista fue apoyada por el Frente de Izquierda.
La lista estaba compuesta por miembros del Partido Comunista de Reunión (PCR), la Alianza Democrática de Martinica (RDM), el Partido Socialista Guayanés (PSG), y el Frente de Liberación Nacional Kanaco y Socialista (FLNKS) de Nueva Caledonia.
Es ampliamente vista como la sucesora de una alianza similar, que participó en las elecciones europeas de 2004, y en la que Pablo Vergès fue elegido eurodiputado.

## Dirigentes
- Circunscripción de Ultramar: Élie Hoarau (Sección de Océano Índico)

La lista recibió el 21.01% de los votos en su circunscripción, y Hoarau, fue elegido diputado al Parlamento Europeo.